# 라섹

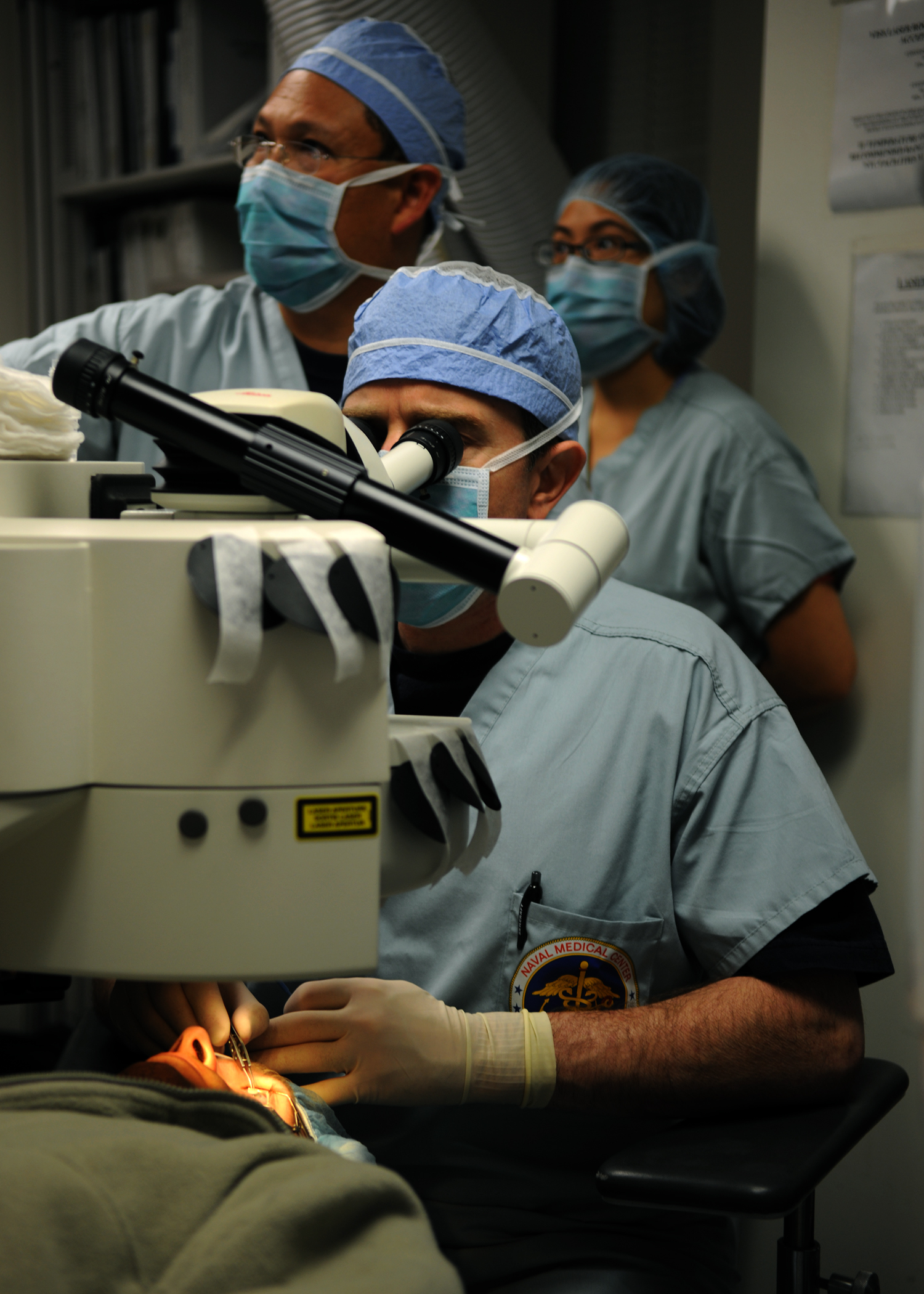
샌디에이고 미 해군 의료 센터의 굴절 교정 각막 절제술.

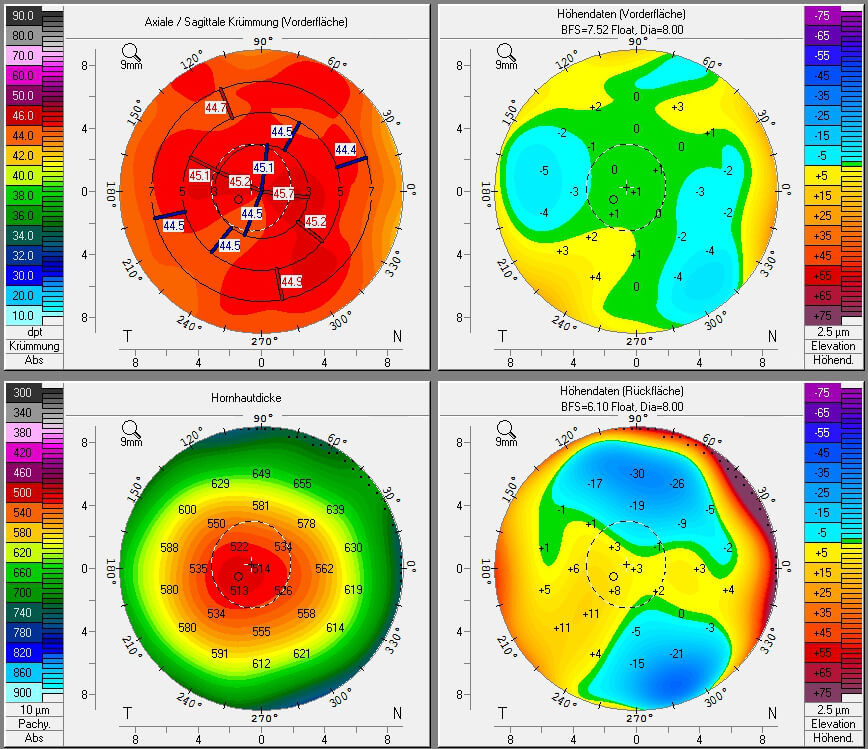
각막 형태 예비 검사. 이 시험은 환자의 각막의 표면 굴곡을 도식화한다.

굴절 교정 각막 절제술(photorefractive keratectomy, PRK), 레이저 각막 상피 절삭 성형술(laser-assisted sub-epithelial keratectomy), 레이저 각막 절삭 가공 성형술(laser epithelial keratomileusis, LASEK: 라섹)은 안경이나 콘택트 렌즈의 의존성을 줄일 목적으로 사람의 시력을 교정하기 위한 레이저 눈 수술이다.

## 역사
최초의 PRK 수술은 1987년 독일 베를린의 프리 유니버시티 메디컬 센터(Free University Medical Center)의 테오 세일러(Theo Seiler) 박사가 집도하였다. 최초의 라섹 수술은 1996년 매사추세츠 안과ㆍ귀 전문 병원(Massachusetts Eye and Ear Infirmary)에서 안과 의사 디미트리 아자르가 집도하였다. 나중에 이 수술은 레이저 각막 절삭술을 위해 라섹(LASEK)이라는 용어를 만들어낸 카멜린(Camellin)을 통해 유명해졌다.

## PRK와 라섹의 차이
PRK와 라섹은 기본적으로 같은 테크닉을 사용하지만, 사소한 차이점은 존재한다. PRK에서는 상피가 제거되고 상피 아래 가장 바깥쪽의 층은 레이저로 치료한다. 라섹의 경우 상피는 제거되지 않지만 알코올성 용액을 사용하여 상피 세포가 약해지도록 만든다. 라섹을 맡은 의사는 수술 시 상피층을 젖히고 각막의 모양이 레이저에 의해 변형된 뒤 원래 자리로 덮어놓는다. 상피 절편이 충분히 원래 자리로 돌아올만큼 힘이 없으면 상피를 제거하게 되는데 이 경우 라섹 수술은 PRK 수술로 된다.

## 합병증
- 안구건조증[5]
- 수면 중 재발성각막상피미란(recurrent erosions)
- 장기간의 치료 기간
- 통증[6]
- 눈부심, 빛퍼짐
- 유해 미광(迷光, ocular straylight) 증가
- 부족교정 또는 과교정
- 근원난시 재발
- 각막 혼탁
- 흉터 형성
- 최대교정시력 감소
- 저조도에서의 시력 감소
- 예민함 증가

### 안구건조증
다른 종류의 굴절 수술처럼, 안구건조증을 가리키는 건성각결막염은 가장 흔한 라섹의 합병증이며 영구적일 수 있다.
더 진행되면 수면 중 급속 안구 운동 수면과 함께 각막 상피가 윗눈꺼풀에 들러붙음으로써 재발성 각막 미란(recurrent erosion, 반복 각막진무름)을 초래할 수 있다. 수술 전후로 오메가-3가 많이 함유된 다불포화지방산(PUFA) 보조제를 투여하면 안구 건조증을 개선할 수 있는데 이는 대개 소염제 영향으로 인한 것이다. PUFA가 포함된 음식에는 아마(亞麻)와 어유(魚油)가 있다. 알코올 기반 테크닉 대신 상피를 벗기는 브러시 PRK를 사용하면 수술 후 양적으로 안구 건조증을 더 낮출 수 있다. 수술 후 각막 혼탁의 정도 또한 브러시 테크닉을 통해 낮출 수 있다. 혈소판 활성화 인자 LAU-0901은 쥐를 대상으로 한 실험에서 안구 건조증이 경감되는 효과를 보여주었다.
토끼를 대상으로 한 실험에서도 도코사헥사엔산(DHA)과 국부 신경생장인자(NGF)를 결합 시 개선되는 결과를 보여주었다. 미토마이신 C의 경우 수술 후 안구 건조증을 악화시킨다.

### 광륜, 광채, 굴절 이상
라섹은 눈부심, 광륜(빛 주위로 나타나는 동그란 띠), 광채와 같은 문제를 동반할 수 있는데, 이는 치료 과정 중 수술 후 생긴 각막 혼탁과 함께 발생할 수 있다. 수술을 마칠 즈음 화학 치료제인 미토마이신-C를 희석하여 투여하면 혼탁의 위험을 줄일 수 있지만 안구 건조증의 위험성은 증가한다.
전체 사례 중 1~3%의 경우 최대교정시력(BCVA)을 이루지 못하는 일이 발생할 수 있는데, 이는 영역이 중심에서 일탈했거나 기타 수술 합병증으로 인한 것이다.

## 라식과의 비교
PRK와 라식을 비교한 체계적인 리뷰에 따르면 라식은 회복 시간이 짧고 고통이 덜하다. 두 기법은 1년이 지난 뒤에 비슷한 결과를 보여준다.
라섹을 라식과 비교할 때, 라식은 라섹에 비해 혼탁 발생과 관련하여 더 좋은 결과를 보여주지만 라섹은 라식에 비해 플랩 합병증의 비율이 더 낮다. 또, 라섹 수술 시에는 보우만막의 일부가 제거되며, 이 층은 다시 재생되지 않으며 영원히 소실된다.

## 비행 조종사
비행기 조작은 사용자와는 늘 친숙하지는 않은 환경에서 수행되는, 시각적인 수요가 많은 활동이다. 현재 민간 조종사의 50% 이상이 특정한 형태의 시력 교정을 받는다. PRK를 고려 중인 비행사라면 성공률 90% 이상이라는 의학적 임상시험이 수술 후 완전히 교정되지 않은 시력 0.5 (20/40) 이상을 기반으로 한 것임을 숙지하여야 한다.
PRK 수술을 받은 일부 환자들은 저조도(황혼, 밤) 환경에서 불만족한다고 보고하고 있다. 수술 후 시력 문제를 경험하는 조종사들은 비행 환경에서 흔한 빛의 변화에 순응하기가 더 어려울 수 있다. 강렬한 UV 광선에 노출되면 후발성 각막 혼탁 및 근시가 재발할 수 있다.

## 같이 보기
- 라식
- 눈 수술